# Reserve Bank of Australia

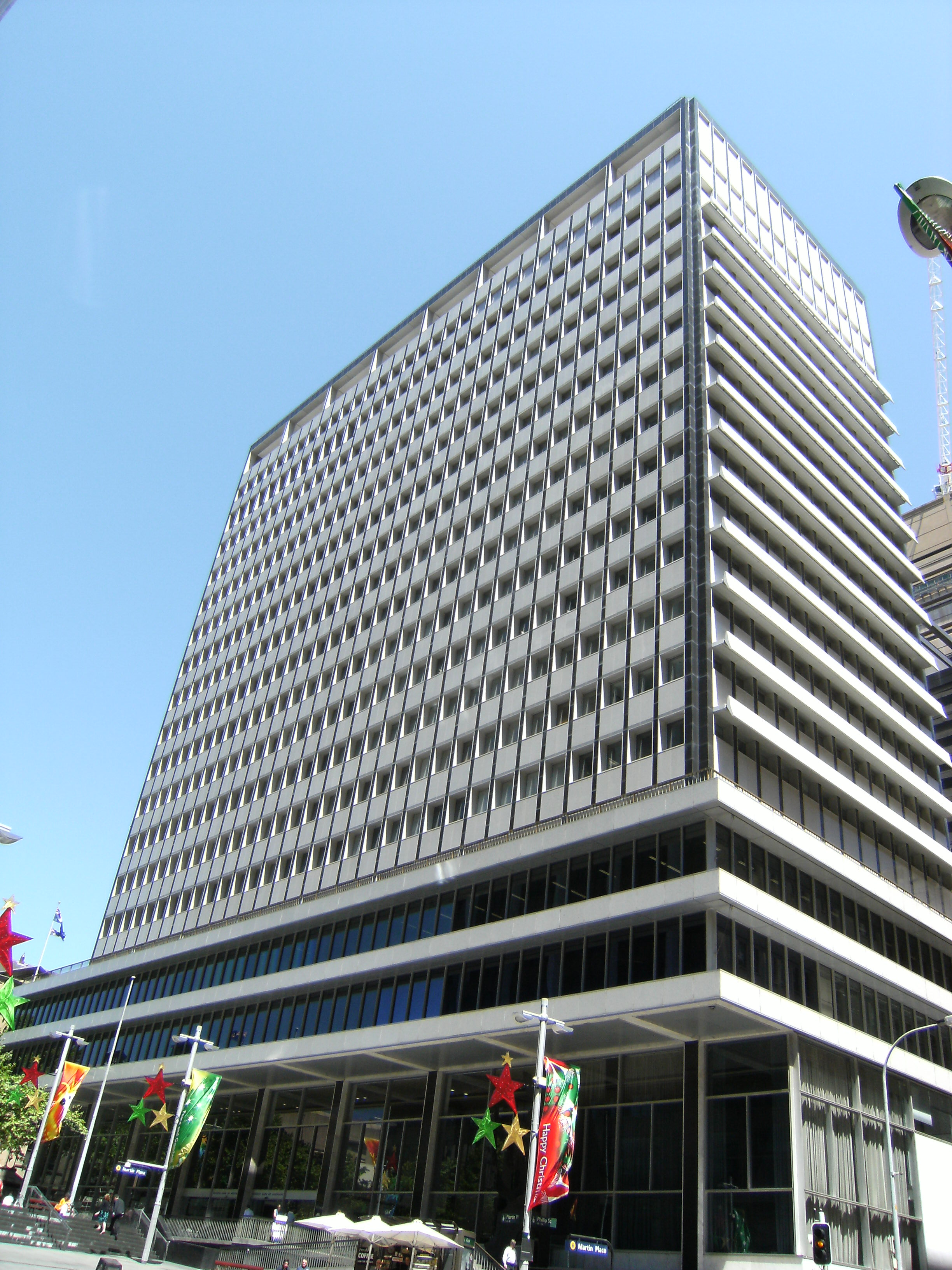
Das Hauptgebäude der Reserve Bank of Australia in Sydney.

Die Reserve Bank of Australia (RBA) ist die Zentralbank Australiens mit Sitz in Sydney. Geleitet wird die Zentralbank von Governor Michele Bullock.
Die Zentralbank wurde 1960 gegründet und bezieht ihre Funktionen und Befugnisse aus dem Reserve Bank Act 1959. Die wichtigsten Ziele der Bank sind die Wahrung der Preisstabilität, die Vollbeschäftigung und den wirtschaftlichen Wohlstand des australischen Volkes zu gewährleisten und die Unterstützung der Wirtschaftspolitik der australischen Regierung. Sie verwaltet die nationale Währung Australischer Dollar, gibt Themen-Banknoten und -Münzen heraus und hält die nationalen Währungsreserven.
Die RBA stellt bestimmte Bankdienstleistungen zur Verfügung, die für die australische Regierung und ihre Agenturen und für eine Reihe von überseeischen Zentralbanken und offiziellen Institutionen erforderlich sind. Zusätzlich verwaltet es die Gold- und Devisenreserven Australiens.